# Berberian Sound Studio
Berberian Sound Studio ist ein britischer Psychothriller von Regisseur Peter Strickland aus dem Jahr 2012. Er wurde am 28. Juni auf dem Edinburgh International Film Festival uraufgeführt und hatte seine Deutschlandpremiere am 25. November auf dem Phantastival in Bremen.

## Handlung
Die Handlung des Films spielt in einem italienischen Tonstudio der 1970er-Jahre namens Berberian Sound Studio, in dem vorwiegend Horrorfilme vertont werden. Der bekannte britische Toningenieur Gilderoy (Toby Jones), der sich als Fachmann für Naturdokumentationen einen Namen gemacht hat, soll auf Einladung des italienischen Regisseurs Santini an dessen neuestem Giallo-Film mitarbeiten. Dabei stößt der schüchterne und sensible Gilderoy nicht nur auf sprachliche und kulturelle Barrieren. Die kräftezehrende Arbeit in dem für ihn ungewohnten Genre verstört ihn zusehends, so dass er schließlich kaum mehr zwischen Realität und Fiktion unterscheiden kann.

## Hintergrund
Strickland wollte mit Berberian Sound Studio einen Film drehen, bei dem Mechaniken der Filmproduktion sichtbar sind, die üblicherweise dem Betrachter verborgen bleiben. So spielt ein Großteil der Handlung in einem beengten Tonstudio und zeigt lediglich den Protagonisten, wie er die Soundeffekte erzeugt. Szenen des Horrorfilms, den er vertont, sieht der Zuschauer nicht. Dieses Verfahren erzeugt die besondere Spannung des Films.
Der Film, den Gilderoy (Toby Jones) in Berberian Sound Studio vertont, gilt als Hommage an den Giallo-Film, ein spezifisches italienische Subgenre des Thrillers und Vorläufer des amerikanischen Slasherfilms.
Der Soundtrack stammt komplett von der britischen Elektronikband Broadcast und wurde unter dem Titel Berberian Sound Studio OST veröffentlicht. Mit Roj Stevens von Broadcast hatte Strickland schon bei seinem Erstlingswerk Katalin Varga zusammengearbeitet.
Im Abspann wird die englische Schauspielerin Suzy Kendall als special guest screamer genannt. Kendall spielte in einem der stilbildenden Filme des Giallo-Genres, Das Geheimnis der schwarzen Handschuhe (L’uccello dalle piume di cristallo, 1970), die weibliche Hauptrolle.

## Kritiken
Berberian Sound Studio wurde von der Kritik positiv aufgenommen und erreichte bei Metacritic einen Score von 80/100.

„Der Engländer Peter Strickland dagegen verbindet in ‚Berberian Sound Studio‘ auf beeindruckende Weise die Welt des Giallos mit den Visionen von David Lynch.“

„Auf eine so stilvoll-gruselige Art hat man im Kino noch niemals nichts gesehen.“

„Jede Einstellung ist suggestiv, aber keine ist aufklärend – dieser hinterhältigen Strategie verdankt der Film viel von seiner beklemmenden Atmosphäre.“

## Auszeichnungen
British Independent Film Awards 2012
- Award in den Kategorien
  - Best Achievement in Production
  - Best Actor für Toby Jones
  - Best Director für Peter Strickland
  - Best Technical Achievement für Joakim Sundström / Steve Haywood (Sound Design)
- Nominierung in den Kategorien
  - Best British Independent Film
  - Best Screenplay für Peter Strickland
  - Best Technical Achievement für Nicolas D. Knowland (Kamera)

Buenos Aires International Festival of Independent Cinema 2013 
- Auszeichnung in den Kategorien
  - Best Film für Peter Strickland
  - ADF Cinematography Award für Nicholas D. Knowland

Edinburgh International Film Festival 2012
- Nominierung als Bester Film für Peter Strickland

Evening Standard British Film Awards 2013
- Auszeichnung als bester Schauspieler für Toby Jones
- Nominierung als bester Film

Gérardmer Film Festival 2013
- International Critics Award
- Special Jury Prize

Internationales Filmfestival von Locarno
- Junior Jury Award – Special Mention für Peter Strickland
- Nominierung für den Goldenen Leopard für Peter Strickland

London Critics’ Circle Film Awards 2013
- ALFS Award British Actor of the Year für Toby Jones
- ALFS Award British Film of the Year
- Nominierung für den ALFS Award Technical Achievement of the Year für Joakim Sundström (Sounddesign) und Stevie Haywood (Sounddesign)